# Nersac
Nersac est une commune du Sud-Ouest de la France, située dans le département de la Charente (région Nouvelle-Aquitaine). Elle est située à l'ouest d'Angoulême dont elle fait partie de la communauté d'agglomération.
Ses habitants sont les Nersacais et les Nersacaises.

## Géographie

### Localisation et accès
Nersac est située en France, à 11 km à l'ouest d'Angoulême, sur la route d'Angoulême à Châteauneuf (la D 699) et sur la rive gauche de la Charente, en aval d'Angoulême. Nersac est à 10 km de Châteauneuf.

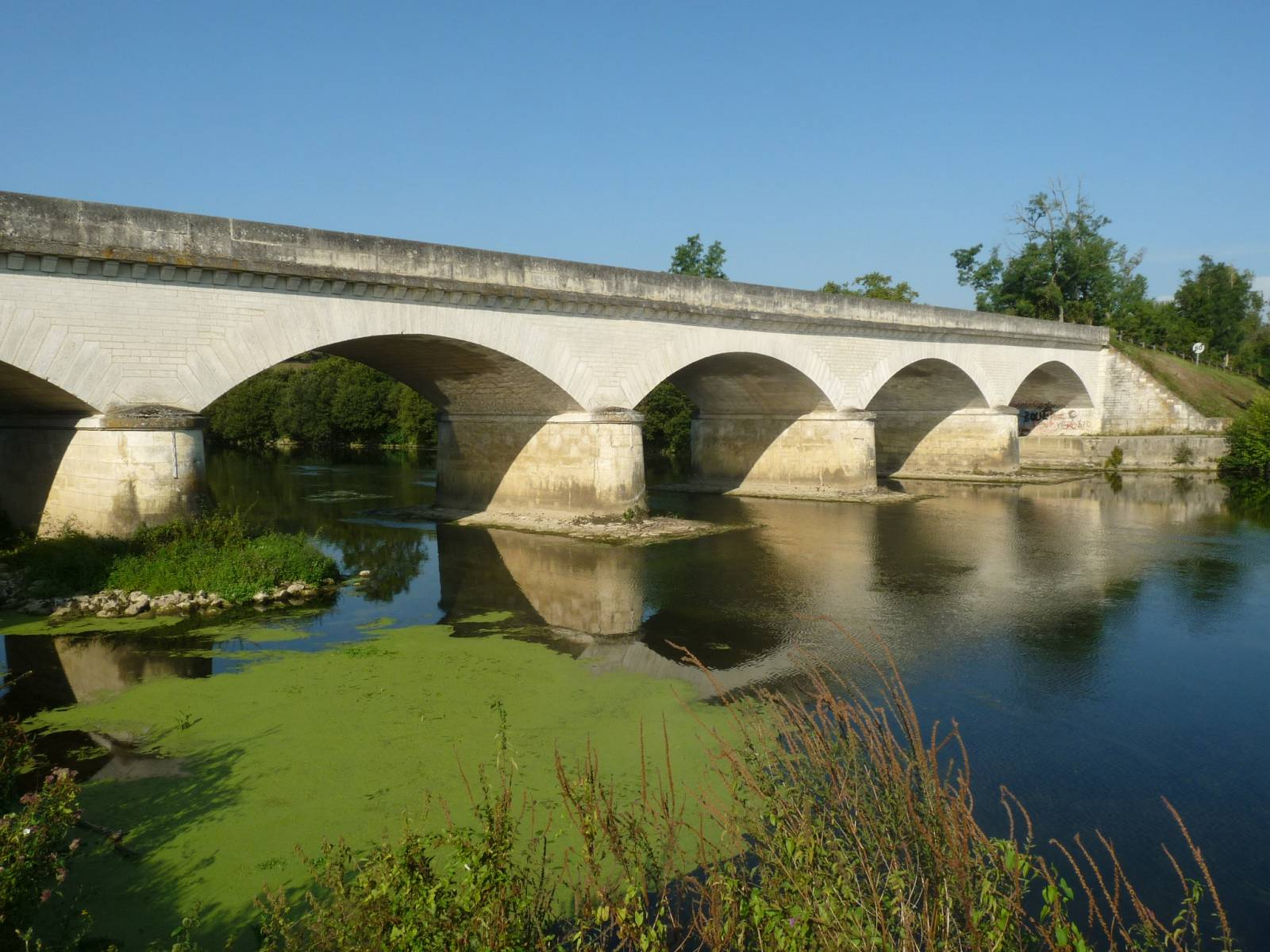
Pont de la Meure.

Nersac est aussi traversée par la D 41, qui la relie à La Couronne au sud-est, et à Trois-Palis au nord par le pont de la Meure sur la Charente. Nersac est à 3 km de La Couronne, chef-lieu de son canton.
La N 10 d'Angoulême à Bordeaux passe à 3 km au sud-est de la commune, et les échangeurs de La Couronne et Roullet permettent d'y accéder.
La ligne Angoulême - Royan traverse aussi la commune, qui y possédait une gare, fermée depuis peu.
La LGV Sud Europe Atlantique traverse la commune depuis 2015, à l'est de la zone industrielle, par un viaduc sur la Charente.

### Hameaux et lieux-dits
Pombreton, sur la D 41 à mi-chemin entre Nersac et La Couronne, au bord de la vallée de la Boëme, est le hameau le plus important. Il est quasiment rattaché au bourg de Nersac, de même qu'à celui de La Couronne par une succession de maisons.
Les autres hameaux, plus petits, sont parfois maintenant englobés dans l'urbanisation. On peut citer les Fleuranceaux, la Meure et son pont sur la Charente, les Fontenelles, la Fuie, le Pontreau. Chez Bernier, la Garde et l'Île sous Garde sont au sud-ouest de la commune. Fleurac, au nord-est, non loin de Saint-Michel, est connue pour son château et son moulin, ancienne papeterie.
Le logis de l'Île d'Épagnac, dont le nom évoque la ville éponyme de l'agglomération angoumoisine, est située sur la Boëme juste à côté de son confluent.

### Communes limitrophes
| Trois-Palis         | Linars                | Fléac        |
| Sireuil             | Nersac                | Saint-Michel |
| Mouthiers-sur-Boëme | Roullet-Saint-Estèphe | La Couronne  |

### Géologie et relief
Géologiquement, comme les trois quarts ouest du département, la commune occupe les terrains calcaires du Bassin aquitain. Elle se situe plus particulièrement à la limite nord du calcaire crétacé (Crétacé supérieur, Cénomanien inférieur et moyen). La base de la terrasse entre Fleurac, les Fleuranceaux et le vieux bourg est constituée de Jurassique supérieur (calcaire argileux du Portlandien).
Les vallées (Charente et Boëme) sont occupées par des alluvions datant du Quaternaire. Les plus anciennes s'élèvent jusqu'à plus de 25 m au-dessus du lit du fleuve, comme au Bois Bedreuil,,.
La commune se trouve principalement sur un bas plateau ou terrasse surplombant la vallée de la Charente, et coupé par la vallée de la Boëme. Son altitude est d'environ 60 m, alors que la Charente est à une altitude de 24 m. La vallée de celle-ci est moins large qu'en amont d'Angoulême, environ 500 m.
Le point le plus bas est 21 m (la Charente à la sortie de la commune) et le point le plus haut, 71 m, situé au sud-ouest de Pombreton, mais aussi sur la route d'Angoulême 72 m.

### Hydrographie

#### Réseau hydrographique
La commune est située dans le bassin versant de la Charente au sein du Bassin Adour-Garonne. Elle est drainée par la Charente, la Boëme, et par un petit cours d'eau, qui constituent un réseau hydrographique de 6 km de longueur totale,.
La commune borde la Charente sur sa rive gauche et se trouve au confluent de la Boëme, affluent qui passe au sud du vieux bourg et Pombreton et qui a participé au riche passé industriel de Nersac.
La Charente, navigable entre Angoulême et l'océan, est aujourd'hui empruntée par la navigation de plaisance. L'écluse de la Mothe est située sur la commune, et l'ancien chemin de halage y empruntait temporairement la rive gauche.
Un minuscule affluent de la Charente de 2 km fait la limite sud de la commune avec Roullet-Saint-Estèphe, et passe au pied des lieux-dits du Pas et de Chez Bernier.

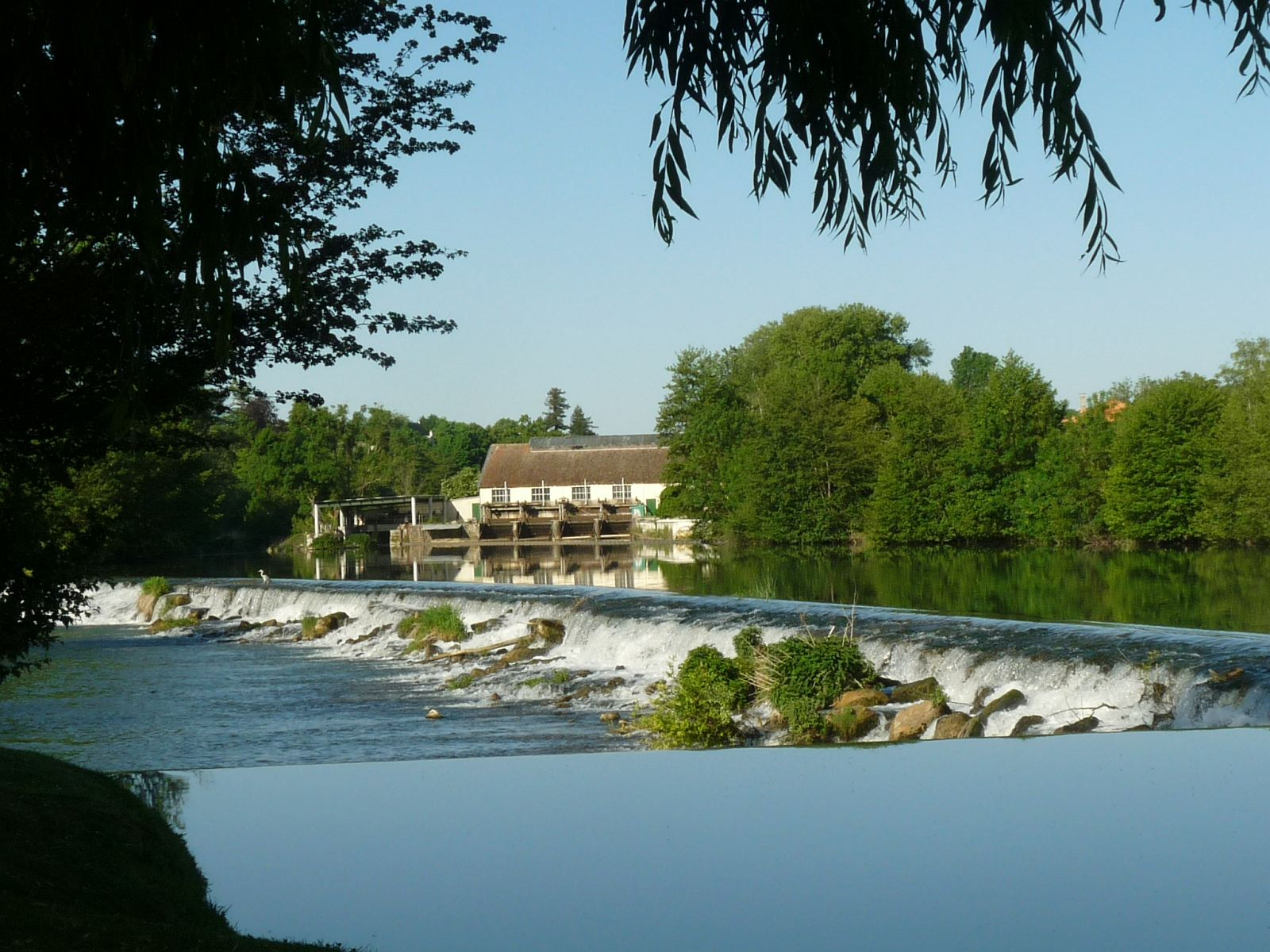
La Charente à l'écluse de la Mothe.
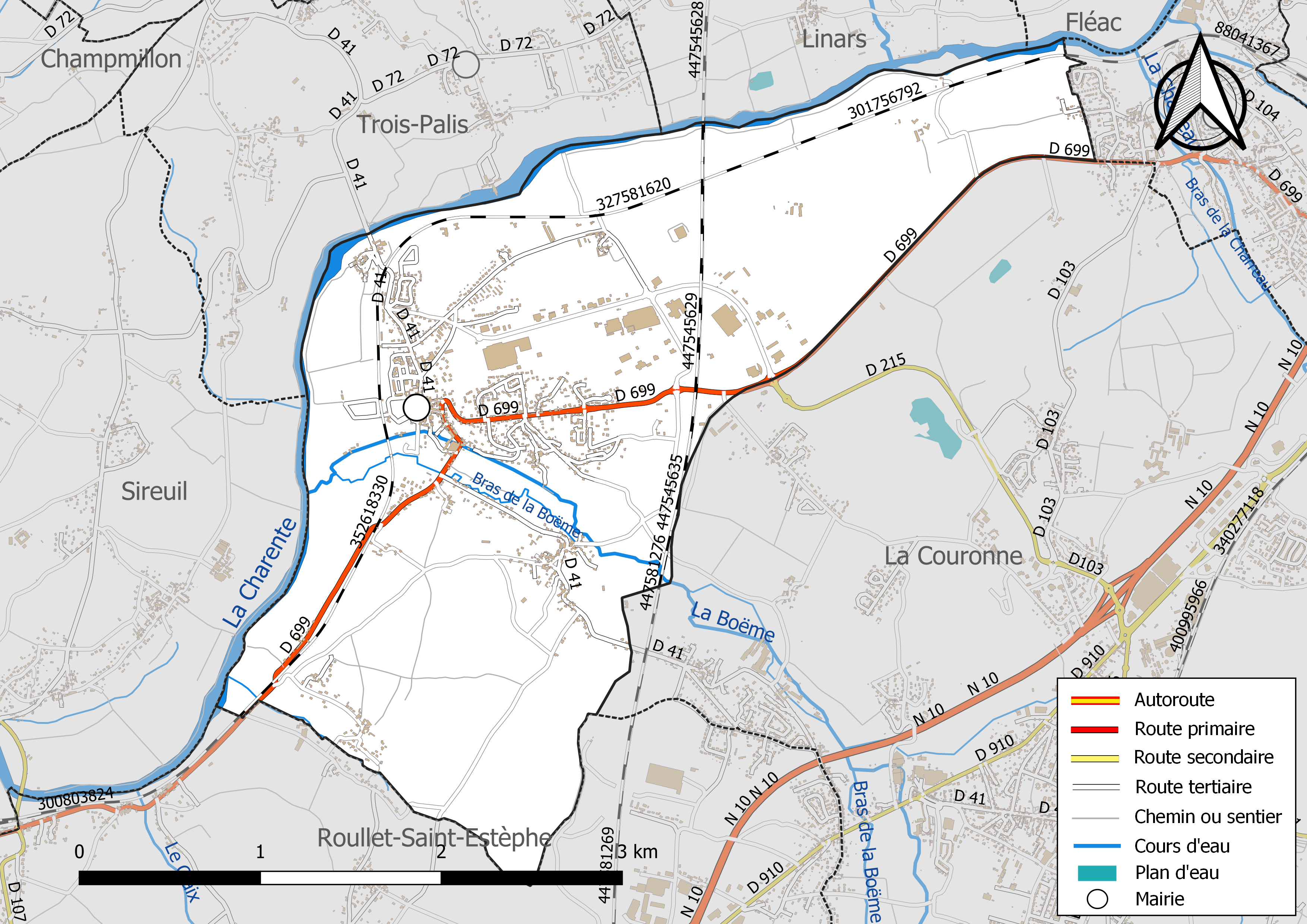
Réseaux hydrographique et routier de Nersac

#### Gestion des eaux
Le territoire communal est couvert par le schéma d'aménagement et de gestion des eaux (SAGE) « Charente ». Ce document de planification, dont le territoire correspond au bassin de la Charente, d'une superficie de 9 300 km2, a été approuvé le 19 novembre 2019. La structure porteuse de l'élaboration et de la mise en œuvre est l'établissement public territorial de bassin Charente. Il définit sur son territoire les objectifs généraux d’utilisation, de mise en valeur et de protection quantitative et qualitative des ressources en eau superficielle et souterraine, en respect des objectifs de qualité définis dans le troisième SDAGE  du Bassin Adour-Garonne qui couvre la période 2022-2027, approuvé le 10 mars 2022.

### Climat
Comme dans les trois quarts sud et ouest du département, le climat est océanique aquitain, et semblable à celui de la ville de Cognac où est située la station météorologique départementale.
| Mois                              | jan. | fév.  | mars  | avril | mai   | juin  | jui.  | août  | sep.  | oct. | nov. | déc. | année   |
| --------------------------------- | ---- | ----- | ----- | ----- | ----- | ----- | ----- | ----- | ----- | ---- | ---- | ---- | ------- |
| Température minimale moyenne (°C) | 2    | 2,8   | 3,8   | 6,2   | 9,4   | 12,4  | 14,4  | 14    | 12,1  | 8,9  | 4,7  | 2,6  | 7,8     |
| Température moyenne (°C)          | 5,4  | 6,7   | 8,5   | 11,1  | 14,4  | 17,8  | 20,2  | 19,7  | 17,6  | 13,7 | 8,6  | 5,9  | 12,5    |
| Température maximale moyenne (°C) | 8,7  | 10,5  | 13,1  | 15,9  | 19,5  | 23,1  | 26,1  | 25,4  | 23,1  | 18,5 | 12,4 | 9,2  | 17,7    |
| Ensoleillement (h)                | 80   | 103,9 | 153,3 | 184,5 | 204,9 | 239,6 | 276,4 | 248,3 | 199,4 | 159  | 96,8 | 78,8 | 2 024,9 |
| Précipitations (mm)               | 80,4 | 67,3  | 65,9  | 68,3  | 71,6  | 46,6  | 45,1  | 50,2  | 59,2  | 68,6 | 79,8 | 80   | 783,6   |

## Urbanisme

### Typologie
Au 1er janvier 2024, Nersac est catégorisée ceinture urbaine, selon la nouvelle grille communale de densité à 7 niveaux définie par l'Insee en 2022.
Elle appartient à l'unité urbaine d'Angoulême, une agglomération intra-départementale dont elle est une commune de la banlieue,. Par ailleurs la commune fait partie de l'aire d'attraction d'Angoulême, dont elle est une commune de la couronne,. Cette aire, qui regroupe 94 communes, est catégorisée dans les aires de 50 000 à moins de 200 000 habitants,.

### Occupation des sols
L'occupation des sols de la commune, telle qu'elle ressort de la base de données européenne d’occupation biophysique des sols Corine Land Cover (CLC), est marquée par l'importance des territoires agricoles (60,4 % en 2018), en diminution par rapport à 1990 (64,5 %). La répartition détaillée en 2018 est la suivante : 
zones agricoles hétérogènes (28,1 %), zones urbanisées (22,5 %), terres arables (22 %), zones industrielles ou commerciales et réseaux de communication (12 %), cultures permanentes (5,9 %), prairies (4,5 %), forêts (4,3 %), mines, décharges et chantiers (0,7 %). L'évolution de l’occupation des sols de la commune et de ses infrastructures peut être observée sur les différentes représentations cartographiques du territoire : la carte de Cassini (XVIIIe siècle), la carte d'état-major (1820-1866) et les cartes ou photos aériennes de l'IGN pour la période actuelle (1950 à aujourd'hui).

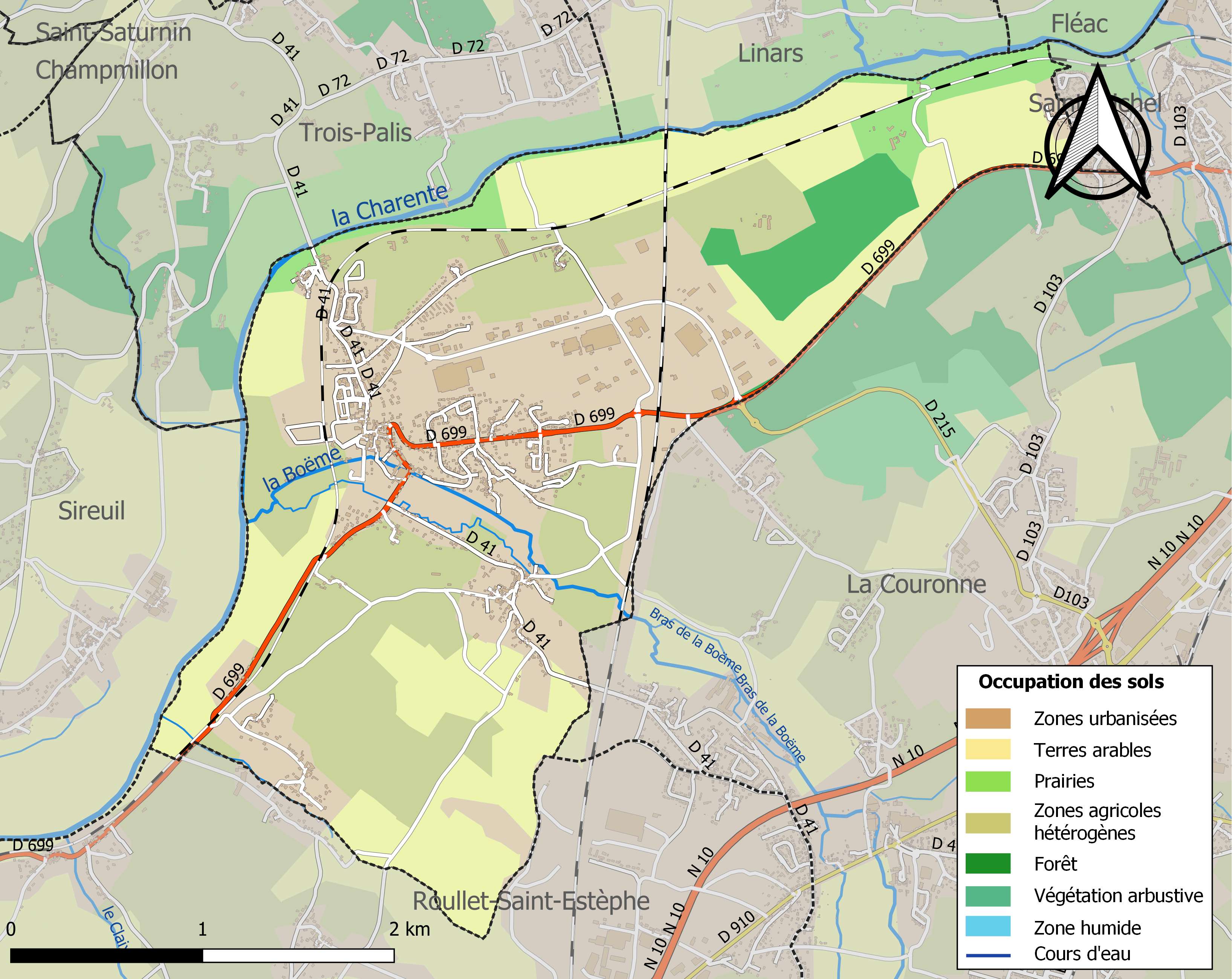
Carte des infrastructures et de l'occupation des sols de la commune en 2018 (CLC).

### Risques majeurs
Le territoire de la commune de Nersac est vulnérable à différents aléas naturels : météorologiques (tempête, orage, neige, grand froid, canicule ou sécheresse), inondations et séisme (sismicité faible). Il est également exposé à un risque technologique,  le transport de matières dangereuses. Un site publié par le BRGM permet d'évaluer simplement et rapidement les risques d'un bien localisé soit par son adresse soit par le numéro de sa parcelle.

#### Risques naturels
La commune fait partie du territoire à risques importants d'inondation (TRI) Saintes-Cognac-Angoulême, regroupant 46 communes concernées par un risque de débordement du fleuve Charente (34 en Charente et 12 en Charente-Maritime), un des 18 TRI qui ont été arrêtés fin 2012 sur le bassin Adour-Garonne. Les événements antérieurs à 2014 les plus significatifs sont les crues de l'hiver 1779, de 1842, de 1859, du 9 décembre 1882 du 19 février 1904, du 10 janvier 1961, de mars-avril 1962, du 24 décembre 1982 et du 8 janvier 1994. Des cartes des surfaces inondables ont été établies pour trois scénarios : fréquent (crue de temps de retour de 10 ans à 30 ans), moyen (temps de retour de 100 ans à 300 ans) et extrême (temps de retour de l'ordre de 1 000 ans, qui met en défaut tout système de protection). La commune a été reconnue en état de catastrophe naturelle au titre des dommages causés par les inondations et coulées de boue survenues en 1982, 1983, 1986, 1993, 1999 et 2021,.

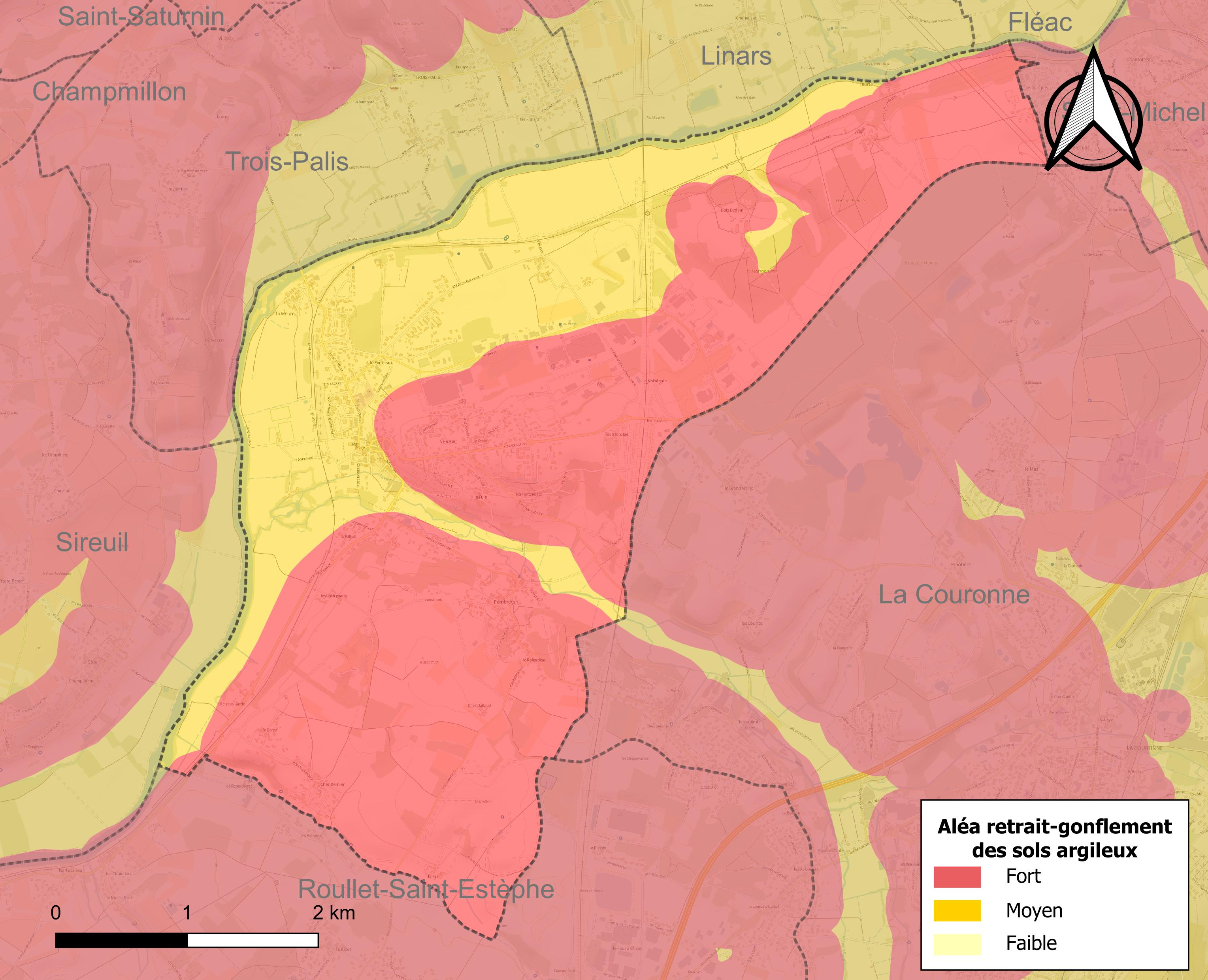
Carte des zones d'aléa retrait-gonflement des sols argileux de Nersac.

Le retrait-gonflement des sols argileux est susceptible d'engendrer des dommages importants aux bâtiments en cas d’alternance de périodes de sécheresse et de pluie. La totalité de la commune est en aléa moyen ou fort (67,4 % au niveau départemental et 48,5 % au niveau national). Sur les 1 057 bâtiments dénombrés sur la commune en 2019,  1 057 sont en aléa moyen ou fort, soit 100 %, à comparer aux 81 % au niveau départemental et 54 % au niveau national. Une cartographie de l'exposition du territoire national au retrait gonflement des sols argileux est disponible sur le site du BRGM,.
Par ailleurs, afin de mieux appréhender le risque d’affaissement de terrain, l'inventaire national des cavités souterraines permet de localiser celles situées sur la commune.
Concernant les mouvements de terrains, la commune a été reconnue en état de catastrophe naturelle au titre des dommages causés par la sécheresse en 2003, 2005 et 2011 et par des mouvements de terrain en 1999.

#### Risques technologiques
Le risque de transport de matières dangereuses sur la commune est lié à sa traversée par une ou des infrastructures routières ou ferroviaires importantes ou la présence d'une canalisation de transport d'hydrocarbures. Un accident se produisant sur de telles infrastructures est susceptible d’avoir des effets graves sur les biens, les personnes ou l'environnement, selon la nature du matériau transporté. Des dispositions d’urbanisme peuvent être préconisées en conséquence.

## Toponymie
Une forme ancienne est Narciaco en 1328.
L'origine du nom de Nersac remonterait à un nom de personne gaulois Nartius ou Narissius auquel est apposé le suffixe -acum, ce qui correspondrait à Narciacum, « domaine de Nartius ».

## Histoire
Avant 887, Ramnoul, vicomte d'Angoulême, possédait une curtis ou domaine comtal carolingien à Nersac, de l'ordre de 200 à 300 hectares selon André Debord.
Sans doute faut-il y voir dans cette curtis les lointaines origines de la Foucaudie, en plein centre de Nersac et construit au XVIe siècle.
On sait seulement qu'au XVIIe siècle, Étienne de Lubersac, qui avaient ses ancêtres à Lubersac près de Brives, seigneurs d'une terre considérable, possédait la Foucaudie, seigneurie de Nersac dont le fief dépendait alors de l'abbaye de Saint-Cybard.
En 1743, Louis de Lubersac, chevalier, seigneur de l'Herse et de la Foucaudie, vend la terre de Nersac, et celle-ci passe entre plusieurs mains jusqu'en 1798 où la Foucaudie est acquise par Jean Marie du Tillet de Boisbedeuil,.
Il existe sur la commune deux pigeonniers de seigneurs hauts-justiciers dont un au château de Fleurac.
Les registres de l'état civil remontent à 1617.
Des nombreux moulins, il reste la trace du moulin de Fleurac, moulin à blé et à huile au XVIe siècle, transformé en moulin à papier, en 1978, repris par l'association « les Amis de la tradition papetière d'Angoumois et des provinces voisines » qui a relancé son activité, la fabrication du papier à la cuve à partir de lin et de coton selon les techniques du XVIIIe siècle et devenu musée du papier.
Nersac a été un des lieux de l'industrie du papier.
Le moulin à papier situé à Pont-Huillier a été créé en 1628 et transformé en usine à papier en 1841, par Laroche Joubert et Cie et Sazerac de Forge. En 1890, elle est achetée par Deschamps, de Vœuil, et transformée en usine de feutre pour papeterie.
En 1748, il y avait quatre roues et deux cuves. En 1935, la roue hydraulique de type Sagebien a été remplacée par deux turbines Francis.
L'usine de pâte à papier, Laroche Joubert et Cie, sur la Boëme, a été construite vers 1850, sur l'emplacement d'un ancien moulin à blé pour Laroche Joubert, Dumergue, Lacroix et Cie. Dans les années 1880, il ne s'y fabriquait que de la pâte à papier pour les autres usines de la société. Vendue vers 1890, elle devient une fabrique de feutres coucheurs pour l'industrie papetière. Elle a arrêté ses activités vers 1920. Le parc a été réalisé dans les années 1880 par l'architecte paysagiste Montembœuf.
Il a existé deux autres usines de feutre, une transformée en menuiserie et l'autre devenue la tannerie de Sireuil.

## Héraldique
| Blason de Nersac | Blason  | D'or au chêne arraché de sinople.                                                            |
| Blason de Nersac | Détails | L'écu est timbré d'une couronne murale d'or. Blason de la famille Florenceau de Boisbedeuil. |

## Politique et administration

### Tendances politiques et résultats
Maire actuel : Barbara Couturier   Sans étiquette.

### Liste des maires
| Période                                  | Période      | Identité               | Étiquette    | Qualité                                                      |
| ---------------------------------------- | ------------ | ---------------------- | ------------ | ------------------------------------------------------------ |
| Les données manquantes sont à compléter. |              |                        |              |                                                              |
| 22 octobre 1944                          | ?            | Edward Dumousseau      |              | Boulanger                                                    |
| 28 mars 1965                             | 24 mars 1989 | Guy Lepreux            |              | Préparateur en pharmacie                                     |
| 24 mars 1989                             | mars 2008    | Bernard-Alain Charrier | SE Centriste | Directeur d'école Vice-président de la CA du Grand Angoulême |
| mars 2008                                | juin 2020    | André Bonichon         | SE           | Pharmacien Vice-président de la CA GrandAngoulême en 2017    |
| juin 2020                                | En cours     | Barbara Couturier      | SE           |                                                              |

## Démographie

### Évolution démographique
L'évolution du nombre d'habitants est connue à travers les recensements de la population effectués dans la commune depuis 1793. Pour les communes de moins de 10 000 habitants, une enquête de recensement portant sur toute la population est réalisée tous les cinq ans, les populations de référence des années intermédiaires étant quant à elles estimées par interpolation ou extrapolation. Pour la commune, le premier recensement exhaustif entrant dans le cadre du nouveau dispositif a été réalisé en 2005.

En 2022, la commune comptait 2 258 habitants, en évolution de −6,31 % par rapport à 2016 (Charente : −0,48 %, France hors Mayotte : +2,11 %).
| 1793 | 1800  | 1806 | 1821  | 1831  | 1841 | 1846  | 1851  | 1856  |
| ---- | ----- | ---- | ----- | ----- | ---- | ----- | ----- | ----- |
| 693  | 1 005 | 983  | 1 103 | 1 033 | 951  | 1 244 | 1 245 | 1 247 |

| 1861  | 1866  | 1872  | 1876  | 1881  | 1886  | 1891  | 1896  | 1901  |
| ----- | ----- | ----- | ----- | ----- | ----- | ----- | ----- | ----- |
| 1 345 | 1 339 | 1 326 | 1 410 | 1 431 | 1 575 | 1 458 | 1 432 | 1 454 |

| 1906  | 1911  | 1921  | 1926  | 1931  | 1936  | 1946  | 1954  | 1962  |
| ----- | ----- | ----- | ----- | ----- | ----- | ----- | ----- | ----- |
| 1 285 | 1 234 | 1 128 | 1 233 | 1 288 | 1 285 | 1 324 | 1 658 | 1 774 |

| 1968  | 1975  | 1982  | 1990  | 1999  | 2005  | 2006  | 2010  | 2015  |
| ----- | ----- | ----- | ----- | ----- | ----- | ----- | ----- | ----- |
| 1 817 | 2 118 | 2 110 | 2 433 | 2 384 | 2 320 | 2 302 | 2 398 | 2 398 |

| 2020  | 2022  | - | - | - | - | - | - | - |
| ----- | ----- | - | - | - | - | - | - | - |
| 2 314 | 2 258 | - | - | - | - | - | - | - |

### Pyramide des âges
En 2018, le taux de personnes d'un âge inférieur à 30 ans s'élève à 30,9 %, soit au-dessus de la moyenne départementale (30,2 %). À l'inverse, le taux de personnes d'âge supérieur à 60 ans est de 29,6 % la même année, alors qu'il est de 32,3 % au niveau départemental.
En 2018, la commune comptait 1 154 hommes pour 1 228 femmes, soit un taux de 51,55 % de femmes, légèrement inférieur au taux départemental (51,59 %).
Les pyramides des âges de la commune et du département s'établissent comme suit.
| Hommes | Classe d’âge | Femmes |
| ------ | ------------ | ------ |
| 0,4    | 90 ou +      | 1,5    |
| 7,7    | 75-89 ans    | 9,5    |
| 19,1   | 60-74 ans    | 20,8   |
| 23,4   | 45-59 ans    | 22,2   |
| 17,3   | 30-44 ans    | 16,2   |
| 15,5   | 15-29 ans    | 15,1   |
| 16,6   | 0-14 ans     | 14,8   |

| Hommes | Classe d’âge | Femmes |
| ------ | ------------ | ------ |
| 1      | 90 ou +      | 2,7    |
| 9,2    | 75-89 ans    | 12     |
| 20,6   | 60-74 ans    | 21,3   |
| 20,7   | 45-59 ans    | 20,3   |
| 16,8   | 30-44 ans    | 16     |
| 15,6   | 15-29 ans    | 13,4   |
| 16,1   | 0-14 ans     | 14,3   |

## Économie

### Agriculture
La viticulture occupe une partie de l'activité agricole. La commune est classée dans les Fins Bois, dans la zone d'appellation d'origine contrôlée du cognac.

### Industrie
- La zone industrielle de Nersac est la dernière née des six zones industrielles de l'agglomération d'Angoulême.
- Le groupe nordiste de fabrication de meubles Demeyere (fondé en 1909) a une usine à Nersac depuis 2007[41].

### Commerces
Pharmacie, boucherie, boulangerie, médecins (1), cabinet d'infirmiers, chirurgiens-dentistes (2), coiffeurs, kinésithérapeutes (2), restaurants (4) dont un bar, loto, PMU, garages VL PL carrossiers (3+), architectes, supérette (distributeur de billets, carburants, gaz, tickets de bus, tabac-journaux), bureau de poste (ouvert les après-midi sauf samedi-dimanche).

## Équipements, services et vie locale

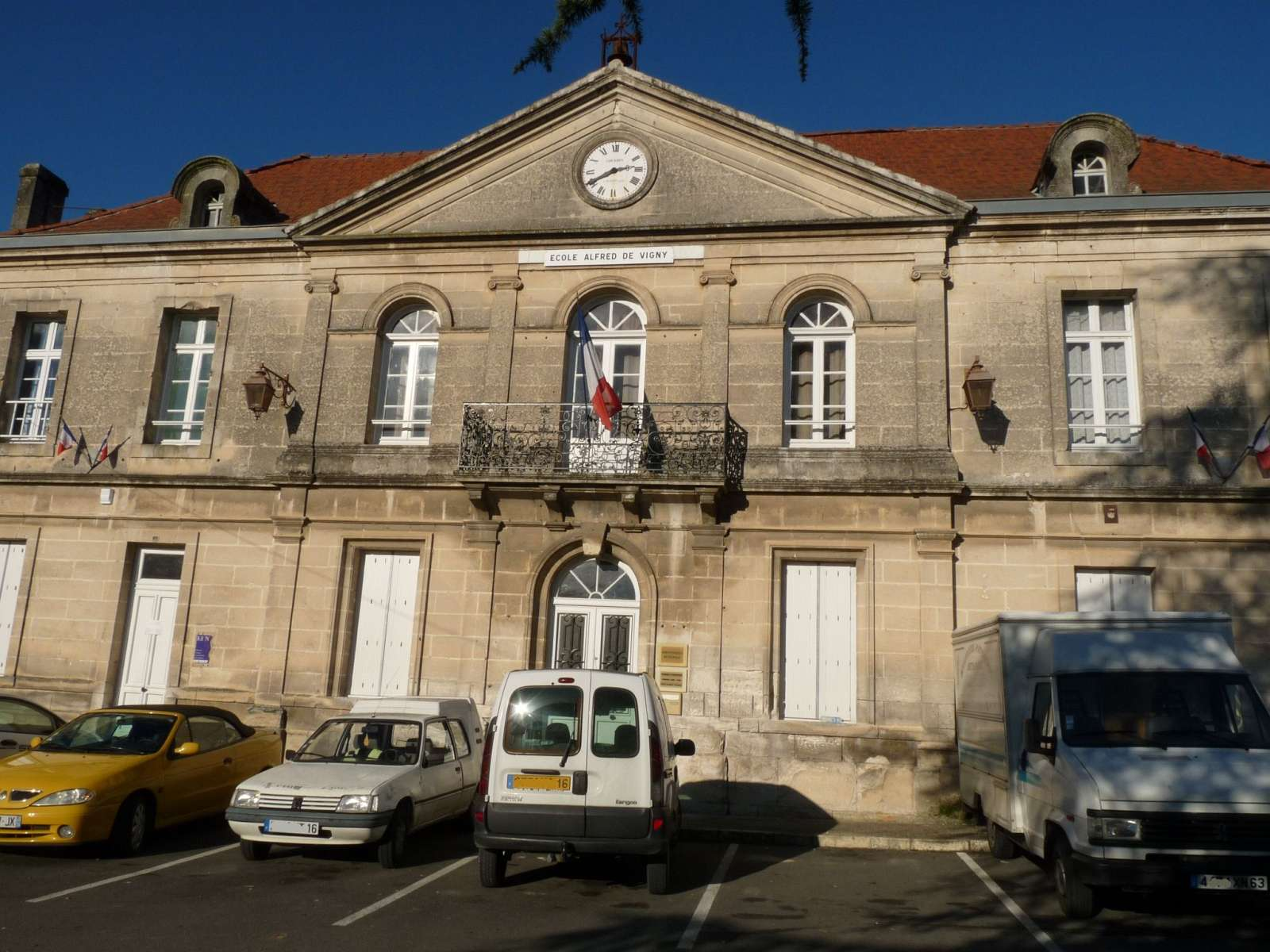
L'école primaire.

### Enseignement
La commune compte une école élémentaire, Alfred-de-Vigny, comprenant six classes, et une école maternelle, Émile-Roux, comprenant quatre classes. Elles sont situées rue du Pontreau.
Le collège public du secteur est à La Couronne.

### Jumelage
Dans le cadre de son programme de jumelage avec d'autres villes du monde, la ville de Nersac est jumelée avec Cocentaina (Espagne).

## Lieux et monuments

### Patrimoine religieux
L'église paroissiale Saint-Pierre, construite aux XIIe et XIIIe siècles, a été inscrite monument historique depuis 1925. La première église avait été consacrée en 887.

Église Saint-Pierre
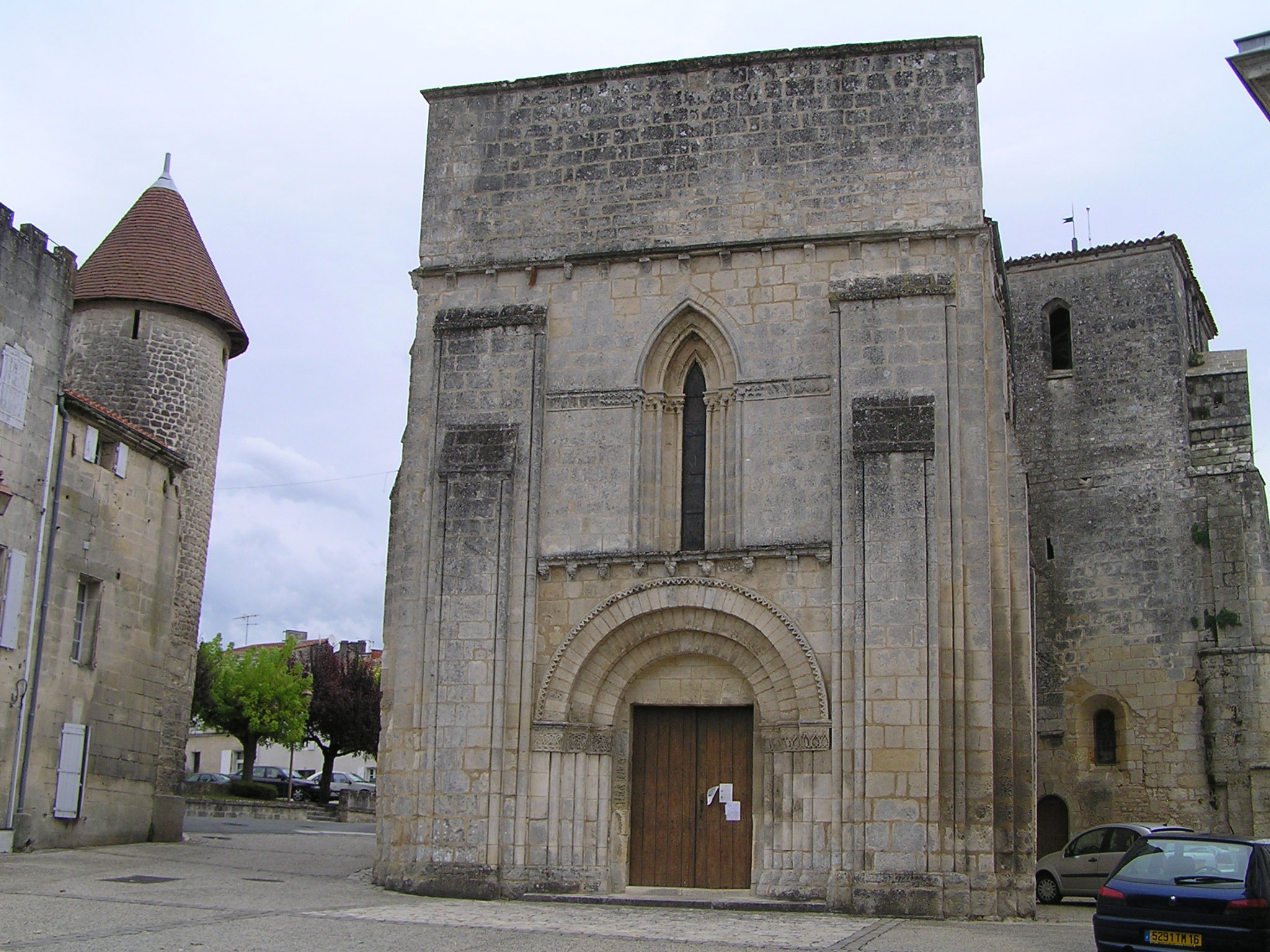
La façade.
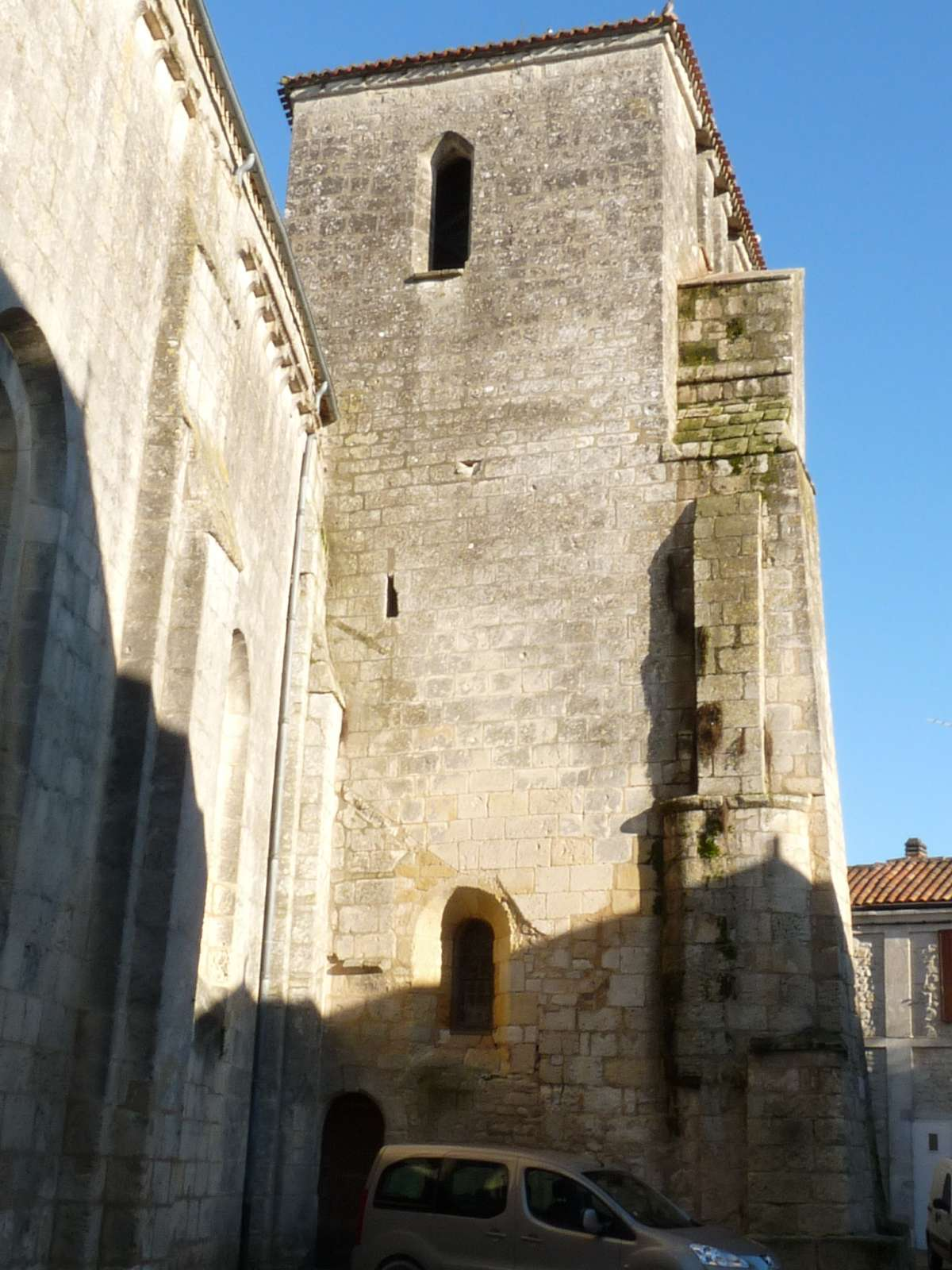
Le clocher.
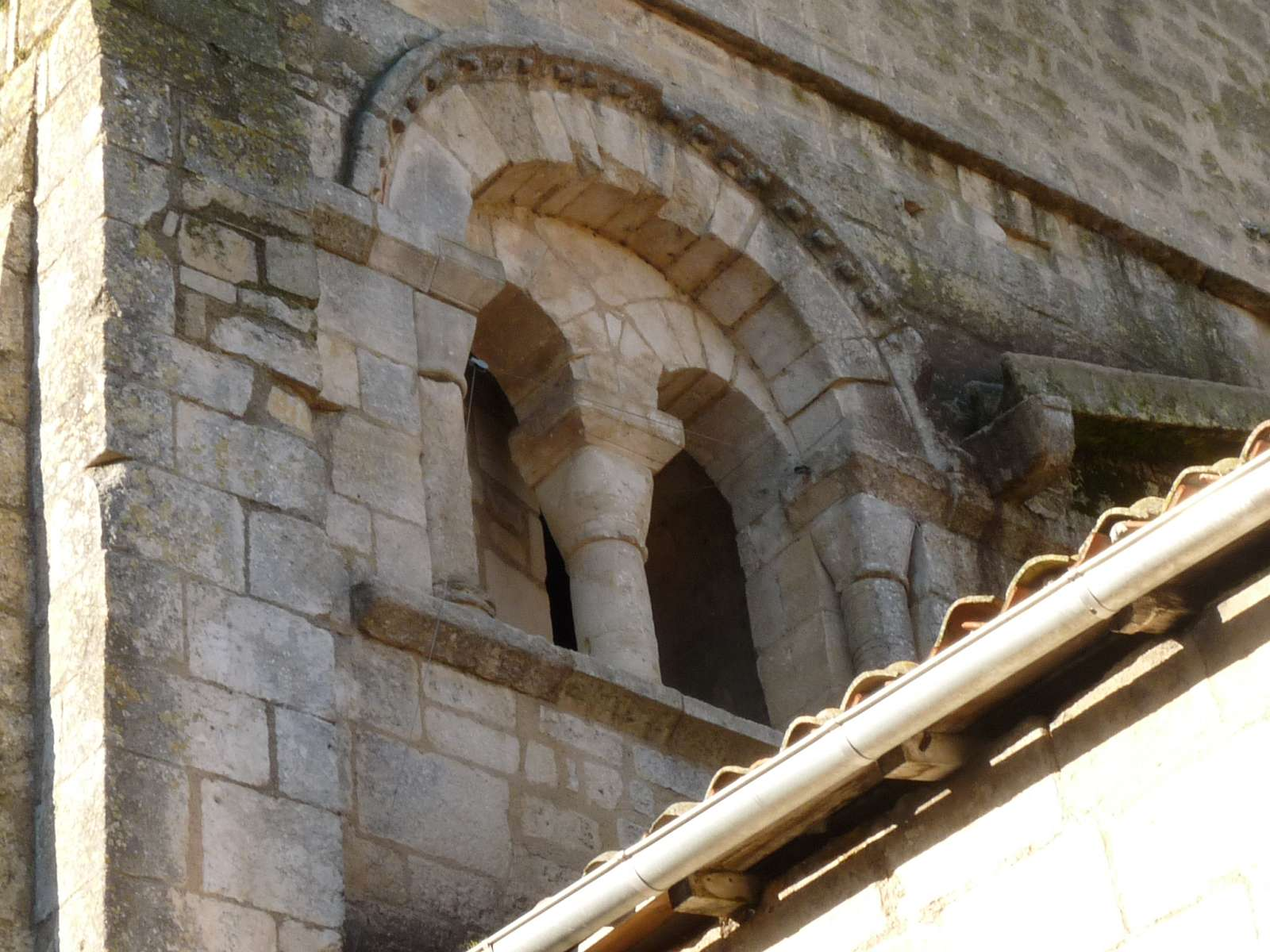
Détail du clocher côté sud.
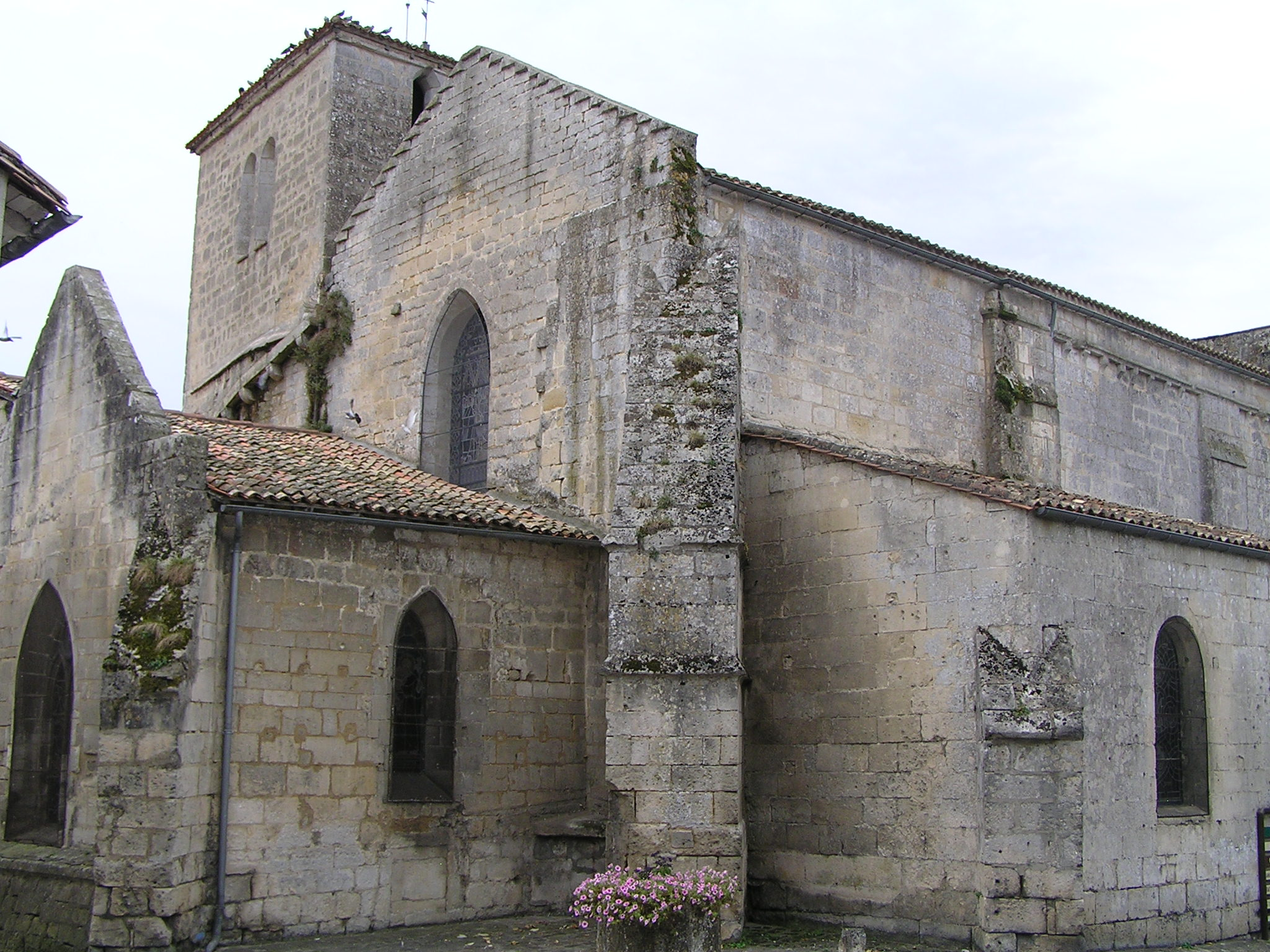
Le chevet.

### Patrimoine civil

#### Château de Fleurac

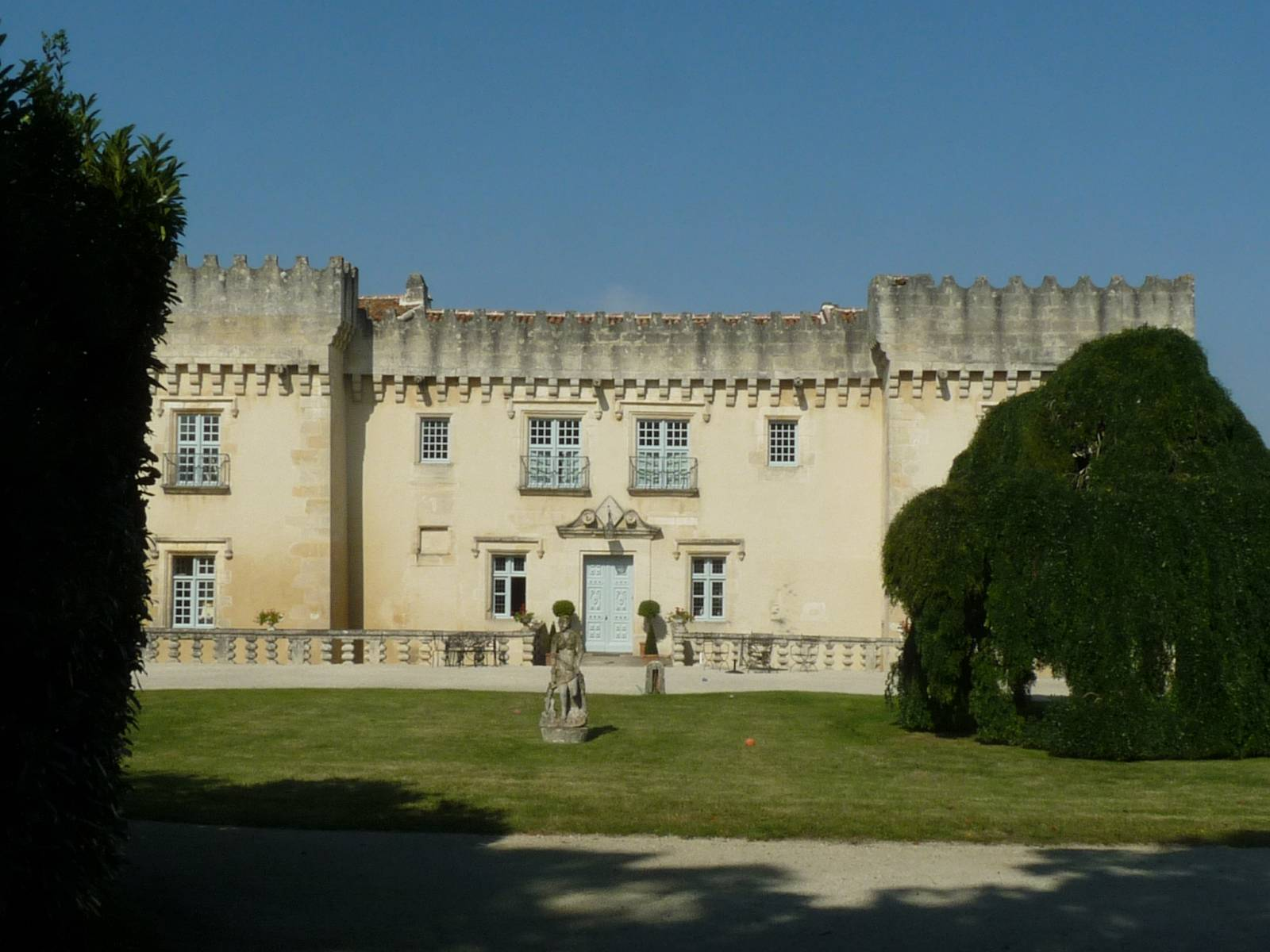
Château de Fleurac.

Le château de Fleurac, en direction de Saint-Michel, surplombe la Charente sur sa rive gauche. Il est entouré de terrasses à balustrades et de douves, dont la construction a débuté au XVIe siècle présente des façades surmontées de créneaux sur mâchicoulis qui cachent les toitures. Façades et toitures, douves et terrasses avec leurs balustrades ainsi que l'escalier de pierre à balustres et le grand salon orné de gypseries  ont été inscrits monument historique en 1988.

#### Château de la Foucaudie
Le château de la Foucaudie a été construit au XVIe siècle. La Foucaudie a conservé une courtine du XVIIIe siècle encadrée de deux tourelles. La façade ouest comporte deux tourelles carrées, l'une datant  du XVIe siècle, portant échauguette, crénelage de fantaisie et trous de mousquets, et l'autre copiée au XIXe siècle. Elles encadrent une terrasse reposant sur des arcades et accessible par un bel escalier monumental également du XIXe siècle. Les deux tourelles extérieures, datant du XVIIe siècle, sont rondes et couvertes de poivrières. Elles sont l'œuvre de Jean-Louis de Lubersac. Leurs murs sont percés de meurtrières et de bouches à feu. Au XVIIIe siècle, le château est possédé par François de Lubersac.
La Foucaudie est depuis 1952 l'hôtel de ville de Nersac, et il comprend aussi la poste.

#### Logis
Les logis de la Mothe et de Boisbedeuil sont des constructions du XVIIIe siècle correspondant à d'anciens fiefs.[image souhaitée].

##### Logis de la Mothe
Le fief de la Mothe aurait été donné en 1240 à Geoffroy de Bouteville par Isabelle Taillefer, comtesse d'Angoulême et reine d'Angleterre. Le logis actuel date du XVIIIe siècle et fait chambres d'hôtes.

#### Moulin de Fleurac
Le moulin de Fleurac, sur la Charente et au pied du château du même nom, est à l'origine un moulin à blé et à huile du XVIe siècle. Il a été presque entièrement reconstruit à la fin du XIXe siècle, transformé en 1978 en moulin à papier, puis acheté en 1983 par le Conseil général de la Charente et transformé en musée à papier. Le matériel de fabrication et la roue hydraulique ont été reconstruits selon les planches de l'Encyclopédie. Il est inscrit aux monuments historiques depuis 1984.

Moulin de Fleurac
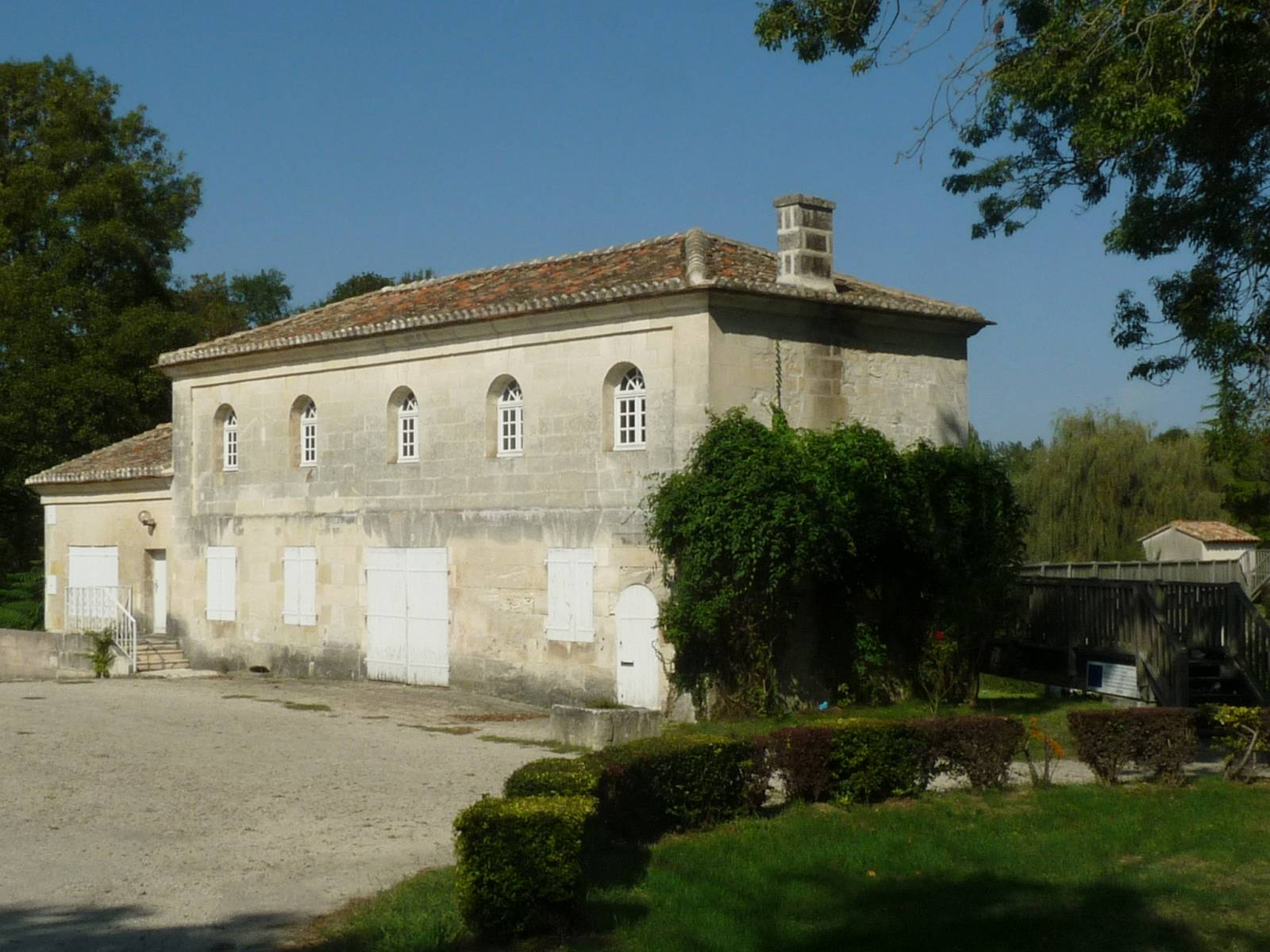
Façade sud
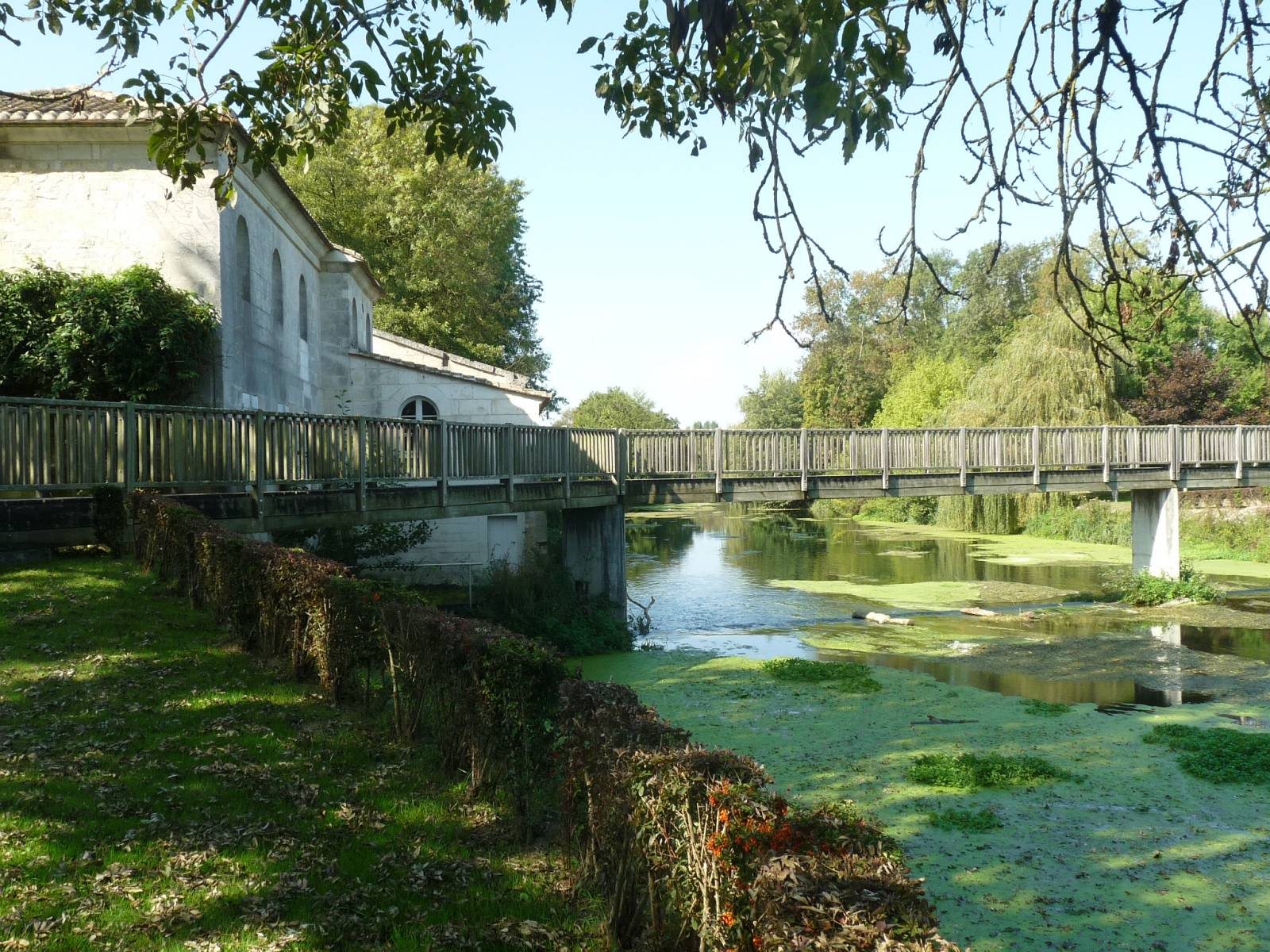
Le moulin et la Charente, vue de l'est
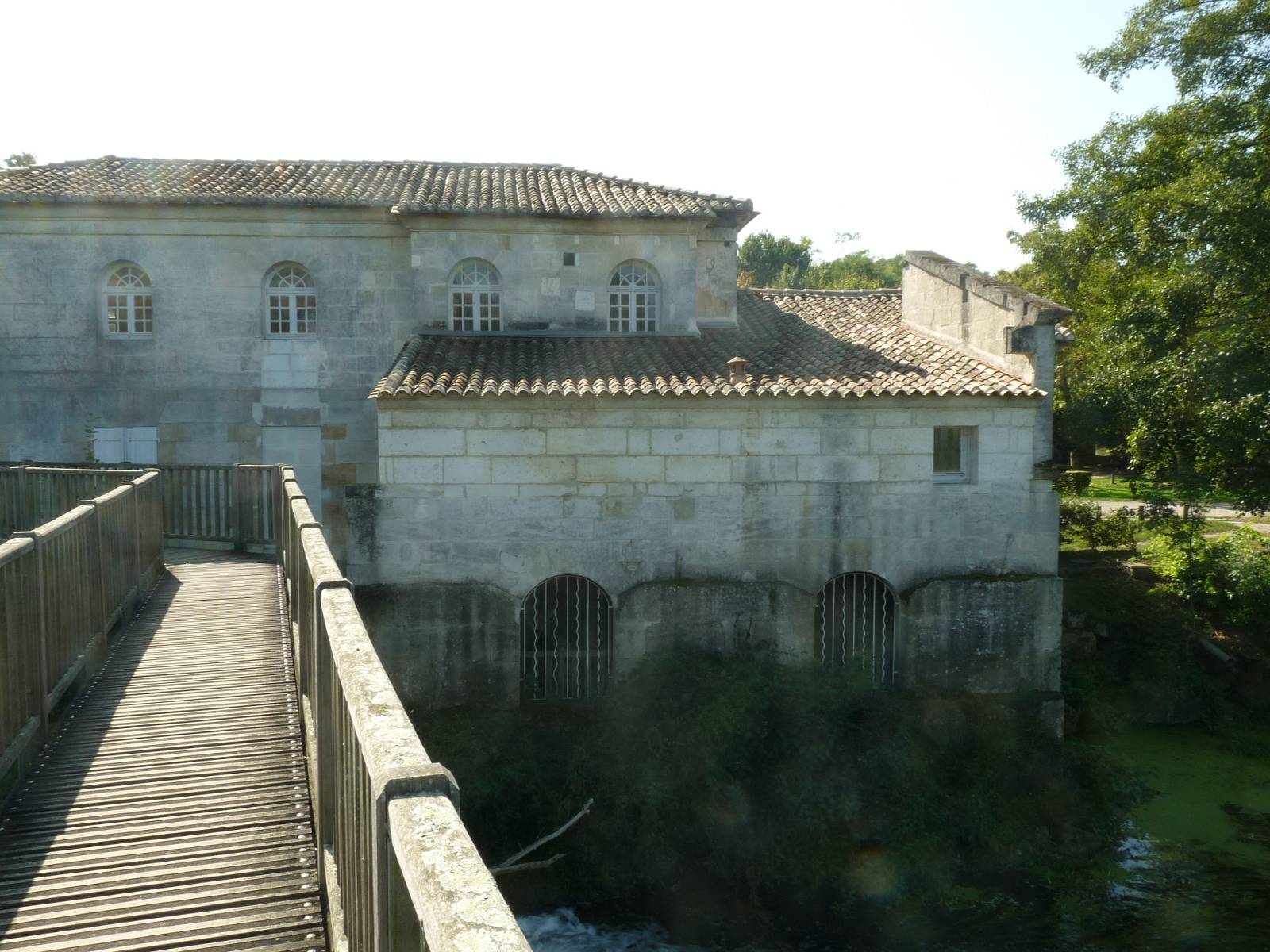
La passerelle
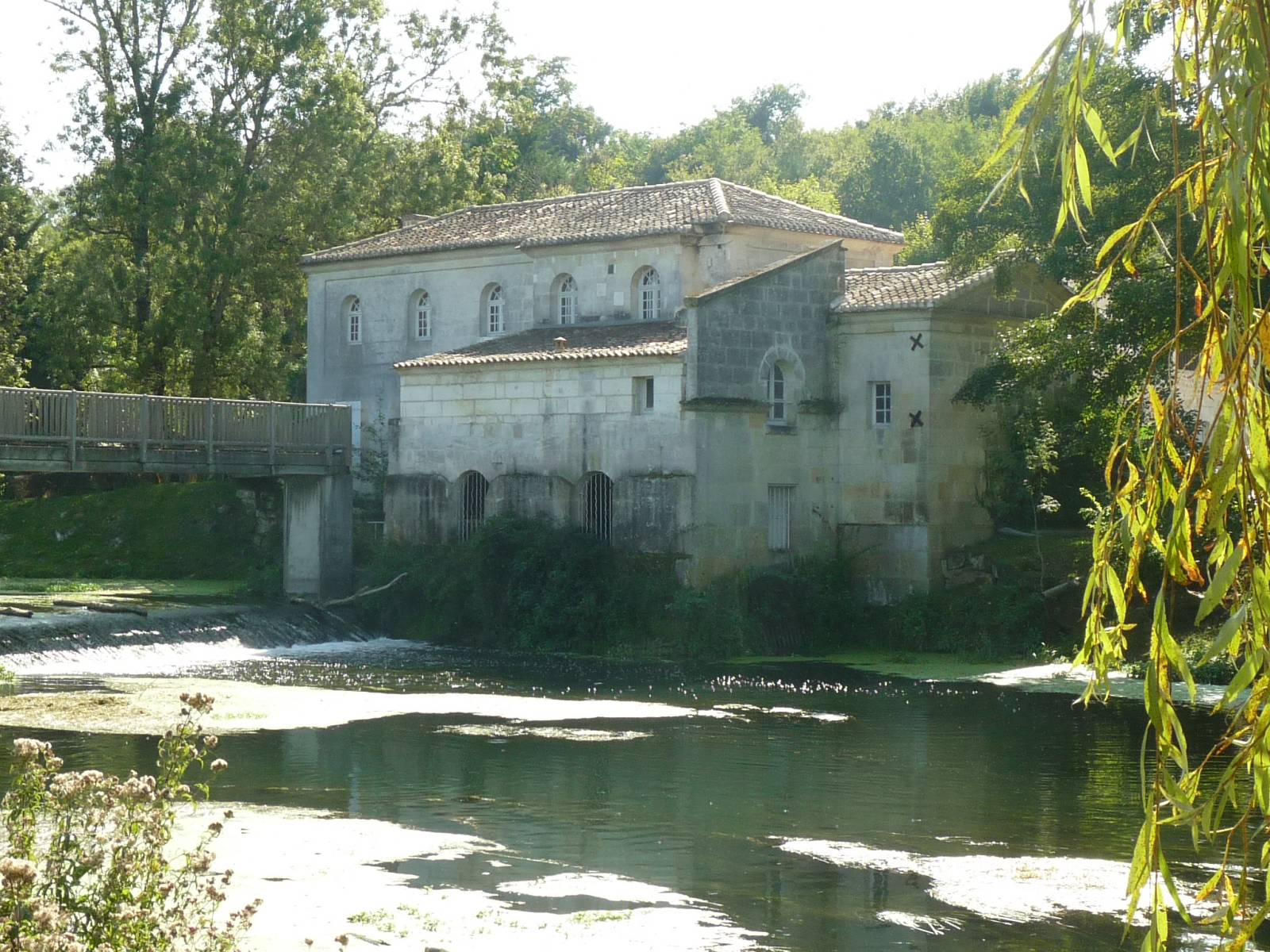
Vue de l'île, du nord-ouest

#### Moulin Papart
Le moulin Papart, sur la Boëme, était un moulin à foulon, transformé en usine de feutre pour papeterie à la fin du XIXe siècle qui a fonctionné jusqu'en 1914 pour la papeterie de l'abbaye à La Couronne (Procop).

### Patrimoine environnemental

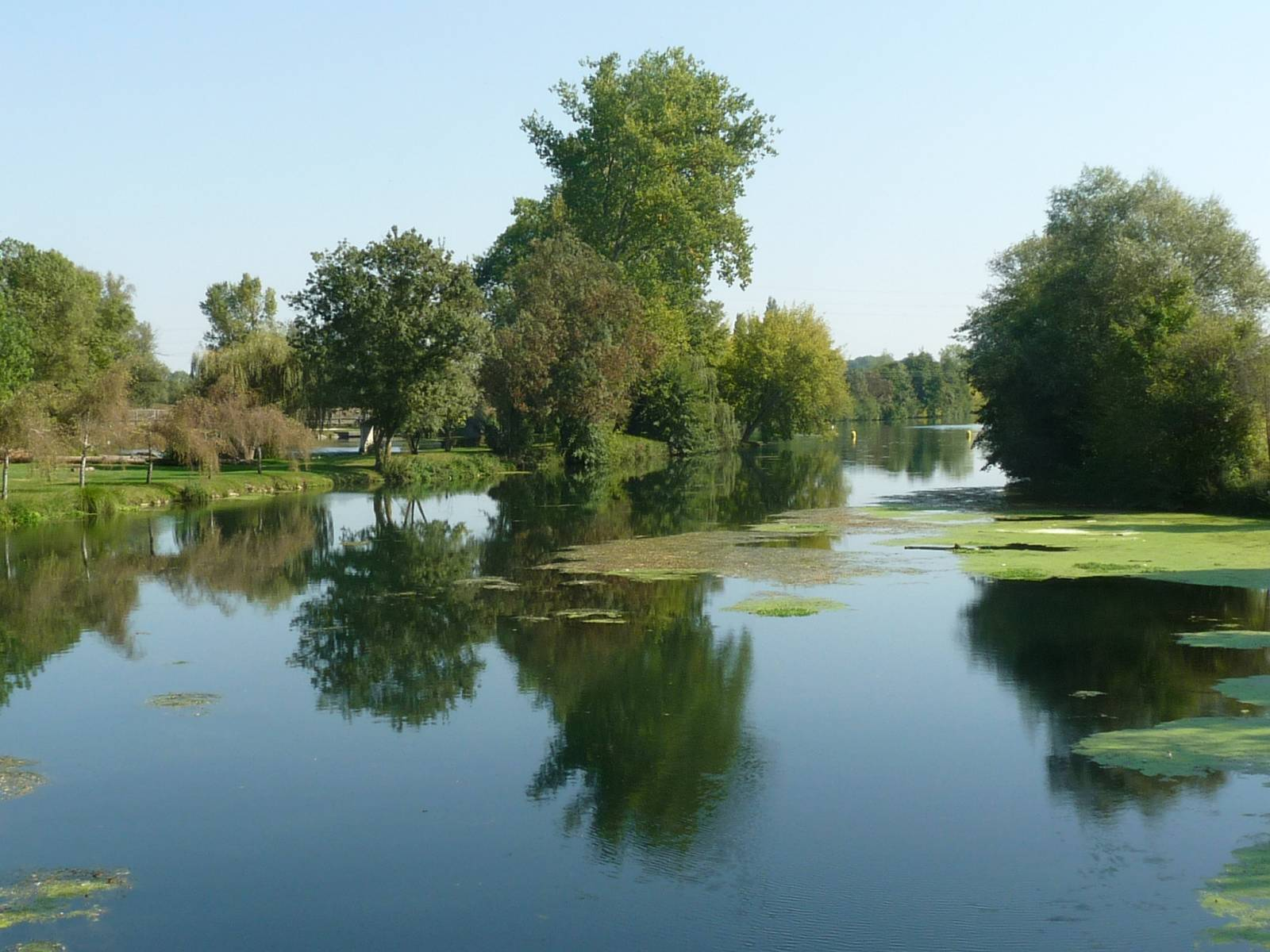
La Charente au moulin de Fleurac

- La vallée de la Charente est en zone Natura 2000.
- Un  parc a été réalisé dans les années 1880 par l'architecte paysagiste Montembœuf autour de l'usine de pâte à papier Laroche Joubert et Cie[32].